# Сент-Чарлз (Іллінойс)
Сент-Чарлз (англ. St. Charles) — місто (англ. city) в США, в окрузі Кейн штату Іллінойс. Населення — 33 081 особа (2020).

## Географія
Сент-Чарлз розташований за координатами 41°55′8″ пн. ш. 88°18′41″ зх. д. / 41.91889° пн. ш. 88.31139° зх. д. (41.918939, -88.311434).  За даними Бюро перепису населення США в 2010 році місто мало площу 38,67 км², з яких 37,83 км² — суходіл та 0,84 км² — водойми.

## Демографія
Згідно з переписом 2010 року, у місті мешкали 32 974 особи в 12 424 домогосподарствах у складі 8566 родин. Густота населення становила 853 особи/км².  Було 13157 помешкань (340/км²).
Расовий склад населення:
| - 88,8 % — білих - 3,2 % — азіатів - 2,5 % — чорних або афроамериканців - 0,2 % — корінних американців - 0,1 % — вихідців з тихоокеанських островів - 3,6 % — осіб інших рас |

До двох чи більше рас належало 1,6 %. Частка іспаномовних становила 10,2 % від усіх жителів.
За віковим діапазоном населення розподілялося таким чином: 24,9 % — особи молодші 18 років, 62,7 % — особи у віці 18—64 років, 12,4 % — особи у віці 65 років та старші. Медіана віку мешканця становила 39,4 року. На 100 осіб жіночої статі у місті припадало 100,9 чоловіків;  на 100 жінок у віці від 18 років та старших — 97,7 чоловіків також старших 18 років.
Середній дохід на одне домашнє господарство  становив 112 604 долари США (медіана — 86 150), а середній дохід на одну сім'ю — 137 741 долар (медіана — 110 224). Медіана доходів становила 70 154 долари для чоловіків та 47 784 долари для жінок. За межею бідності перебувало 4,8 % осіб, у тому числі 5,9 % дітей у віці до 18 років та 3,5 % осіб у віці 65 років та старших.
Цивільне працевлаштоване населення становило 17 688 осіб. Основні галузі зайнятості: освіта, охорона здоров'я та соціальна допомога — 19,8 %, виробництво — 13,6 %, науковці, спеціалісти, менеджери — 13,5 %.